# Parigi-Bruxelles 1996
La Parigi-Bruxelles 1996, settantaseiesima edizione della corsa, si svolse il 14 settembre 1996 su un percorso di 251 km. Fu vinta dall'italiano Andrea Tafi della Mapei-GB davanti al belga Johan Museeuw e all'italiano Michele Bartoli.

## Ordine d'arrivo (Top 10)
| Pos. | Corridore        | Squadra                      | Tempo    |
| ---- | ---------------- | ---------------------------- | -------- |
| 1    | Andrea Tafi      | Mapei-GB                     | 6h15'00" |
| 2    | Johan Museeuw    | Mapei-GB                     | a 51"    |
| 3    | Michele Bartoli  | MG Boys Maglificio-Technogym | s.t.     |
| 4    | Andrei Tchmil    | Lotto-Isoglass               | s.t.     |
| 5    | Johan Capiot     | Collstrop-Lystex             | a 1'09"  |
| 6    | Wilfried Peeters | Mapei-GB                     | a 1'18"  |
| 7    | Lars Michaelsen  | Festina-Lotus                | s.t.     |
| 8    | Franco Ballerini | Mapei-GB                     | s.t.     |
| 9    | Rolf Sørensen    | Rabobank                     | s.t.     |
| 10   | Niko Eeckhout    | Collstrop-Lystex             | a 7'01"  |